# 疑似ハーレム
『疑似ハーレム』（ぎじハーレム）は、斉藤ゆうによる日本の漫画作品。斉藤のTwitterにて2018年6月20日に公開され、『ゲッサン』（小学館）2019年2月号から2021年4月号にて連載。単行本は全6巻。
「次にくるマンガ大賞 2019」でコミックス部門7位に入賞。X（旧Twitter）でのいいね数は累計560万を獲得している。
2024年7月から9月までテレビアニメが放送された。

## 登場人物
七倉 凛（ななくら りん）
声 - 早見沙織
高校1年生。
北浜 瑛二（きたはま えいじ）
声 - 岡本信彦
高校2年生。
七倉 綾香（ななくら あやか）
声 - 鳴海まい
凛の妹。小学1年生。
中山元邦
声 - 諏訪部順一
演劇部の部長。
岩田嗣人
声 - 遊佐浩二
演劇部の脚本担当。
めぐ
声 - 阿保まりあ
凛のクラスメイト。
白沢きり
声 - 佐藤未奈子
演劇部の新入部員。

## 書誌情報
- 斎藤ゆう『疑似ハーレム』小学館〈少年サンデーコミックス〉、全6巻。
  1. 2019年3月12日発売[11]、ISBN 978-4-09129-095-3
  2. 2019年8月8日発売[12]、ISBN 978-4-09129-365-7
  3. 2020年1月10日発売[13]、ISBN 978-4-09129-580-4
  4. 2020年6月21日発売[14]、ISBN 978-4-09850-140-3
  5. 2020年11月21日発売[15]、ISBN 978-4-09850-325-4
  6. 2021年4月12日発売[16]、ISBN 978-4-09850-468-8

## テレビアニメ
2024年7月から9月までTOKYO MXほかにて放送された。

### 製作

#### 沿革
2023年4月10日にテレビアニメ化が発表され、メインキャストとティザービジュアルが公開された。ティザービジュアルには、教室で眠る瑛二と、それを嬉しそうに見つめる凛の様子が描かれた。2024年2月14日には、アニメ本編の映像を使用したティザーPVが公開。それに合わせてメインスタッフ情報が公開された。ティザーPVでは、凛が多種多様なキャラクターを演じ、瑛二にハーレムを体験させている様子が収められている。4月8日、放送開始が7月に決定。

#### 収録
岡本信彦によれば、本作は早見沙織のレアな芝居を聞ける作品だという。特に「甘えん坊」や「猫撫で声」の声色は、他の作品では聞けないため必聴であると語っている。
早見沙織によれば、本作はコミカルなシーンが多いため、収録の際は会話のテンポを大切に扱っているという。また、凛が多種多様なキャラクターを演じる人物であるため、台本の表記が「すごいこと」になっているという。

### スタッフ
- 原作 - 斉藤ゆう
- 監督 - 菊池聡延[8]
- シリーズ構成・脚本 - 柿原優子[8]
- キャラクターデザイン - 佐藤義久[8]
- 色彩設計 - 佐々木梓[8]
- 美術監督 - 片平真司[8]、和田いづみ
- 美術設定 - 杉山晋史
- 3DCGディレクター - 江田恵一
- 撮影監督 - 町田啓[8]
- 編集 - 武宮むつみ[8]
- 音響監督 - 佐藤卓哉[8]
- 音響効果 - 川田清貴
- 音楽 - 渡辺剛[8]
- 音楽制作 - ポニーキャニオン[8]
- 音楽プロデューサー - 三輪靖史、佐川直輝
- プロデューサー - 松岡貴徳、矢口雅之、小西裕貴、大森慎司、小野達矢
- アニメーションプロデューサー - 大澤明彦
- アニメーション制作 - ノーマッド[8]
- 製作 - 疑似ハーレム製作委員会

### 主題歌
「ブラウス」
ゴホウビによるオープニングテーマ。作詞はスージーと405、作曲はスージー、編曲はゴホウビ。
「アドリブ」
七倉凛（早見沙織）によるエンディングテーマ。作詞は岩城由美、作曲・編曲は半田翼。

### 各話リスト
| 話数   | サブタイトル   | 絵コンテ     | 演出       | 作画監督                                                                  | 総作画監督               | 初放送日      |
| ------ | -------------- | ------------ | ---------- | ------------------------------------------------------------------------- | ------------------------ | ------------- |
| 第1話  | 物語の始まり？ | 菊池聡延     | 菊池聡延   | 佐藤義久 小林明美 山本正嗣 jumondou seoul                                 | 佐藤義久                 | 2024年 7月5日 |
| 第2話  | 告白？         | 菊池聡延     | 佐藤友一   | 山本正嗣 玄機 Genki AnimationStudio                                       | 古賀誠 小林明美          | 7月12日       |
| 第3話  | 恋愛指南？     | 上原秀明     | 大久保亮   | ミン ヒョンソク イ ヨンミ イ ジタエク ハ スンヒ アン ミンミ               | 佐藤義久 代見裕美        | 7月19日       |
| 第4話  | WOW?           | 山田浩之     | 松井郁洋   | 澤口裕也 半田仁                                                           | 小林明美                 | 7月26日       |
| 第5話  | 夏休み         | 殿勝秀樹     | 花岡佑大   | 平田かほる                                                                | 古賀誠 藤田まり子        | 8月2日        |
| 第6話  | 初デート？     | 鈴木佑太     | 三好なお   | 小林明美 浦中利浩 大坪幸磨 あおきまほ 櫻井拓郎 広中千恵美 アルベルト キエ | 小林明美 藤田まり子      | 8月9日        |
| 第7話  | 卒業           | 菊池聡延     | 矢野孝典   | Jumondou Seoul Jumondou Wuxi                                              | 佐藤義久 代見裕美        | 8月16日       |
| 第8話  | 大人           | 誌村宏明     | 安藤貴史   | 飯飼一幸 工藤公聖 陳潔琼 李慶 韓強                                        | 藤田まり子               | 8月23日       |
| 第9話  | 好きな人       | 黒瀬大輔     | 中釜勇亮   | ベ ゼウン イ ヨンミ イ ジタエク アン ミンミ                               | 佐藤義久 小林明美        | 8月30日       |
| 第10話 | バースデイ     | 佐藤友一     | 佐藤友一   | アルベルト キエ Jumondou Seoul Jumondou Wuxi                              | 古賀誠 代見裕美 小林明美 | 9月6日        |
| 第11話 | 三角関係？     | 渡辺ましゅみ | 山内東生雄 | 大坪幸磨 加野晃 櫻井拓郎 広中千恵美 まつもとひろし CJT                    | 藤田まり子               | 9月13日       |
| 第12話 | 物語の始まり   | 菊池聡延     | 菊池聡延   | 岡野力也 アルベルト キエ 平田かほる 小林明美 藤田まり子                   | 佐藤義久 藤田まり子      | 9月20日       |

### 放送局
| 放送期間               | 放送時間                     | 放送局   | 対象地域 | 備考                                                         |
| ---------------------- | ---------------------------- | -------- | -------- | ------------------------------------------------------------ |
| 2024年7月5日 - 9月20日 | 金曜 0:30 - 1:00（木曜深夜） | TOKYO MX | 東京都   | 製作参加                                                     |
| 2024年7月6日 - 9月21日 | 土曜 0:30 - 1:00（金曜深夜） | BSフジ   | 日本全域 | 製作参加 BS/BS4K放送 / 『アニメギルド』枠 / リピート放送あり |
|                        | 土曜 23:30 - 日曜 0:00       | AT-X     | 日本全域 | CS放送 / 字幕放送 / リピート放送あり                         |

| 配信開始日    | 配信時間                           | 配信サイト | 備考 |
| ------------- | ---------------------------------- | --- | ---- |
| 2024年7月5日  | 金曜 0:30 - 1:00（木曜深夜）       | ABEMA |      |
|               | 金曜 0:30（木曜深夜） 更新         | U-NEXT アニメ放題 |      |
| 2024年7月8日  | 月曜 0:30（日曜深夜） 更新         | dアニメストア |      |
| 2024年7月10日 | 水曜 0:30（火曜深夜） 以降順次更新 | アニメタイムズ auスマートパスプレミアム バンダイチャンネル クランクイン!ビデオ DMM TV FOD Hulu J:COM STREAM 見放題 Lemino milplus Prime Video TELASA Video Market |      |

### BD
| 巻  | 発売日         | 収録話         | 規格品番   |
| --- | -------------- | -------------- | ---------- |
| BOX | 2024年11月22日 | 第1話 - 第12話 | PCXP-51070 |